# Lasius schulzi
Lasius schulzi är en myrart som beskrevs av Seifert 1992. Lasius schulzi ingår i släktet Lasius och familjen myror. Inga underarter finns listade i Catalogue of Life.